# Felicitas Kubala

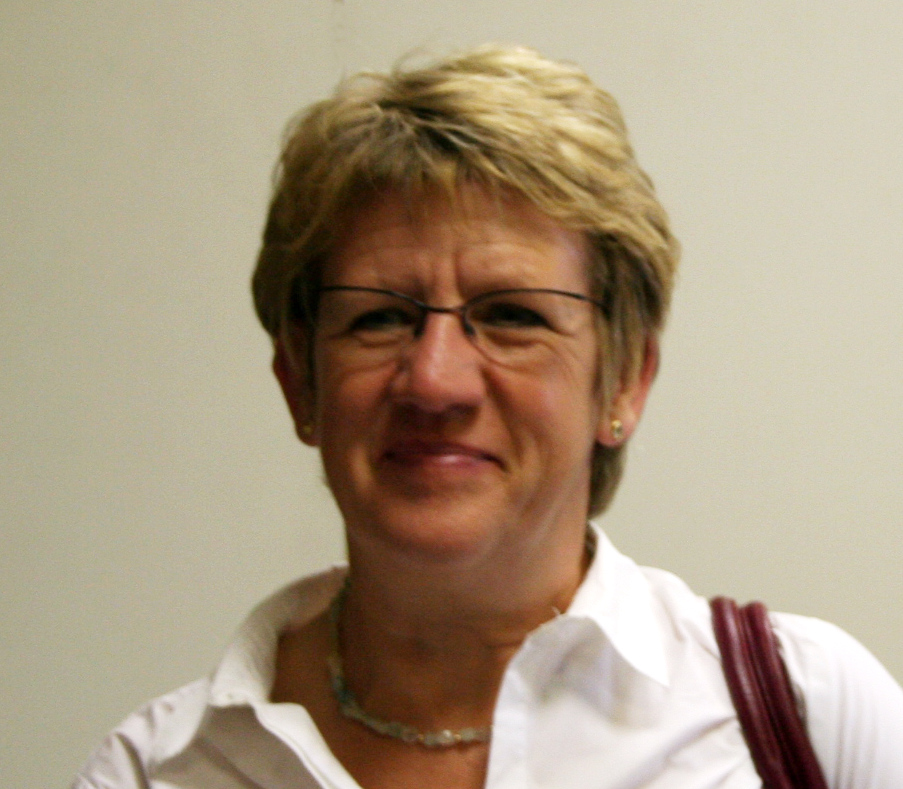
Felicitas Kubala

Felicitas Kubala (* 26. Januar 1956 in Berlin) ist eine deutsche Politikerin (Bündnis 90/Die Grünen).

## Leben und Beruf
Sie wuchs in Berlin-Haselhorst auf. Von 1976 bis 1978 war sie Erzieherin und 1981/82 Geschäftsführerin beim Berliner DJK-Verband für Leistungs- und Breitensport. Von 1984 bis 1990 war Kubala bei der Senatsverwaltung für Stadtentwicklung und Umweltschutz tätig. 1987 erlangte sie an der Fachhochschule für Wirtschaft Berlin den Abschluss Dipl.-Betriebswirtin (FH). Außerdem studierte sie an der FU Berlin und wurde 1993 Dipl.-Volkswirtin. Danach war sie zunächst freiberuflich tätig und dann von 1994 bis 2000 Leiterin des Umweltamtes Steglitz.

## Politik
Kubala wurde 1984 Mitglied der Grünen. 2001 wurde sie das erste Mal über die Landesliste in das Abgeordnetenhaus von Berlin gewählt. Von 2009 bis 2011 war sie stellvertretende Fraktionsvorsitzende. Sie war Mitglied im Ausschuss für Stadtentwicklung und Umwelt und im Ausschuss für Sport sowie Sprecherin ihrer Fraktion für Umwelt- und Sportpolitik. Aus dem Berliner Abgeordnetenhaus schied sie zum Jahresende 2012 aus; für sie rückte Silke Gebel nach.
2012 wurde Kubala in Mannheim zur Bürgermeisterin für Umwelt und Bürgerdienste gewählt. Ihr neues Amt trat sie 2013 an. 2020 ging sie in Pension.